# The Captain of the 'Nancy Lee'
The Captain of the 'Nancy Lee' è un cortometraggio muto del 1912 diretto da Frank E. Montgomery.

## Produzione
Il film fu prodotto dalla Selig Polyscope Company.

## Distribuzione
Distribuito dalla General Film Company, il film - un cortometraggio di una bobina - uscì nelle sale cinematografiche statunitensi il 18 giugno 1912.